# Cerkvišče
Cerkvíšče je naselje v občini Črnomelj.
Vas Cerkvišče je pred turškimi vpadi ki so bili okoli leta 1408.V vasi so bile takrat tri cerkvice.Za dve domnevno vaščani vejo kje sta stali,a za tretjo pa ne vejo.Ko so Turki vdrli v vas so porušili in zažgali vse tri cerkvice.V letu 1994 je bila v spomin postavljena kapelica.Cerkvišče ima vse pomešano.Pošta Gradac,krajevna skupnost Griblje,občina Črnomelj,OŠ Loka Črnomelj in fara Podzemelj.Vas Cerkvišče ima tudi lastni dve podzemni jami.Ena je imenovana Jelenja jama druga pa Vodena jama.Obe jami je zelo težko najti kajti sta skriti v gozdu.Vas je tudi nekoč imela zbiralnico mleka,ki ne obratuje več.Ena družina v vasi ima prašičerejo in govedorejo.Od reke Kolpe v Gribljah smo oddaljeni le 2 km in 2 km je tudi do kopališča na Krasincu.Do same vasi Krasinec smo oddaljeni le 1,5 km.

## Demografija
| Pregled števila prebivalstva po letih | Pregled števila prebivalstva po letih | Pregled števila prebivalstva po letih | Pregled števila prebivalstva po letih | Pregled števila prebivalstva po letih | Pregled števila prebivalstva po letih | Pregled števila prebivalstva po letih | Pregled števila prebivalstva po letih | Pregled števila prebivalstva po letih | Pregled števila prebivalstva po letih | Pregled števila prebivalstva po letih | Pregled števila prebivalstva po letih | Pregled števila prebivalstva po letih | Pregled števila prebivalstva po letih |
| ------------------------------------- | ------------------------------------- | ------------------------------------- | ------------------------------------- | ------------------------------------- | ------------------------------------- | ------------------------------------- | ------------------------------------- | ------------------------------------- | ------------------------------------- | ------------------------------------- | ------------------------------------- | ------------------------------------- | ------------------------------------- |
| 1869                                  | 1880                                  | 1890                                  | 1900                                  | 1910                                  | 1931                                  | 1948                                  | 1953                                  | 1961                                  | 1966                                  | 1971                                  | 1981                                  | 1991                                  | 2002                                  |
| 174                                   | 144                                   | 141                                   | 146                                   | 143                                   | 156                                   | 126                                   | 128                                   | 114                                   | 109                                   | 100                                   | 88                                    | 83                                    | 83                                    |